# Palazzo Soranzo

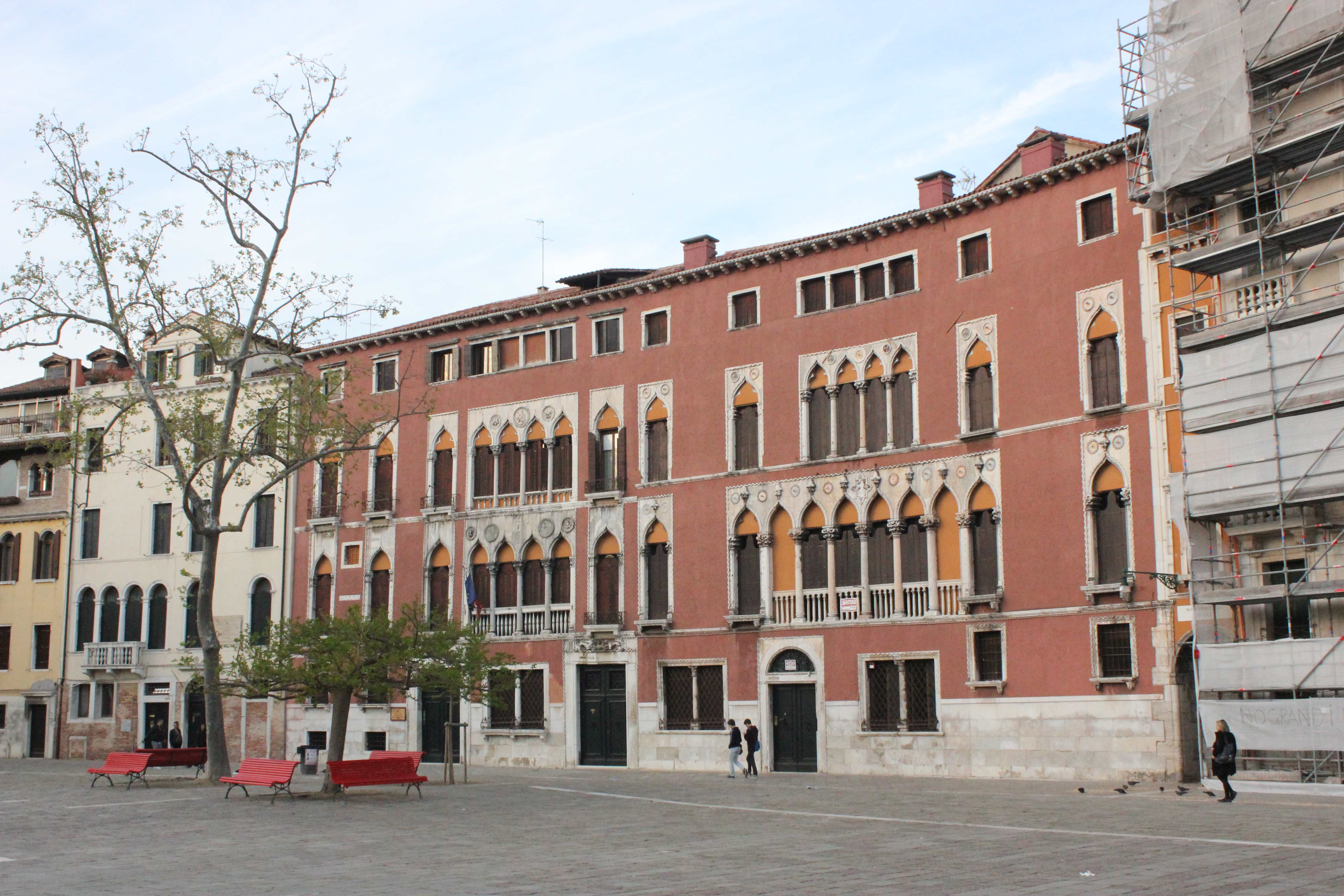
Der Palazzo Soranzo am Campo San Polo

Der Palazzo Soranzo ist ein Palast in Venedig. Er besteht aus zwei benachbarten Gebäuden und liegt im Sestiere San Polo an der Ostseite des Campo San Polo. Den Rand des einstigen Rios bezeichnet eine weiße Linie.

## Geschichte
Den Palast ließen die Soranzo, eine Adelsfamilie, aus der auch ein Doge der Republik Venedig, nämlich Giovanni Soranzo, stammt, ebenso wie 16 Prokuratoren von San Marco, im 14. Jahrhundert erbauen. Es war Giovanni Soranzo, der in diesem Wohnhaus Dante Alighieri wohnen ließ, als er Botschafter der Adelsfamilie Da Polenta aus Ravenna war. Dieses Gebäude war nur halb so groß wie das heutige und wurde nach und nach im 16. Jahrhundert von Giorgione erweitert, von dessen Arbeit allerdings nichts erhalten blieb.
Die Hauptfassade zeigte, wie es venezianische Tradition war, auf einen Kanal, der aber 1761 verfüllt wurde, sodass der Palast seither unmittelbar am Campo San Polo stand.
Von 1987 bis 2002 war der Palast Sitz des chinesischen Seminars des Institutes für Indologie und den fernen Osten der Universität Venedig mit angeschlossener Bibliothek. Heute gehört der Palast, der alle Generationen der Familie beherbergt hat, wieder Nachfahren der Soranzo.

## Beschreibung
Das Gebäude setzt sich aus dem alten Palazzo Soranzo (dem linken Gebäudeteil) und dem neuen Palazzo Soranzo (dem rechten Gebäudeteil) zusammen, beide drei Vollgeschosse und ein Mezzaningeschoss unter dem Dach hoch. Die beiden Teile des Palastes sind in venezianischer Gotik gehalten und mit der gleichen Farbe gestrichen, sodass sie ein einheitliches Gebäude bilden. Wenn man allerdings die Charakteristik der Fenstereinteilung betrachtet, erkennt man, dass der Gebäudeteil rechts der jüngere ist und in der Spätgotik entstand.
Der ältere Palastteil hat zwei asymmetrisch angeordnete, nicht gotische Portale, die vermutlich aus einer Zeit vor der der Fensteröffnungen der beiden Hauptgeschosse stammen. Letztere haben zwei symmetrisch übereinander angeordnete Vierfachfenster mit Marmorrahmen, die elegant mit Halbreliefen mit symmetrischen Motiven von Faunen und anderen mythologischen Gestalten verziert sind.
Der neue Palastteil hat dagegen nur ein Portal, das auch weder symmetrisch noch gotisch ist (zusammen mit einem kleinen Fenster mit Lünette eingesetzt in einen Rahmen) und zeigt in den beiden Hauptgeschossen eine andere Fenstereinteilung. Im ersten Obergeschoss gibt ein Achtfachfenster mit wertvollen Marmorverzierungen, wogegen das zweite Obergeschoss ein Vierfachfenster hat, das an die des alten Palastteiles erinnert.
Was die Innenräume angeht, berichten Zeugen von Möbelstücken und Kunstwerken von hohem Wert (vielleicht sogar ein Gemälde von Giorgione), von denen heute aber große Teile verloren sind.